# Robots in Disguise
Robots in Disguise est un groupe de musique britannique formé de Sue Denim et Dee Plume, deux liverpuldiennes d'origine jouant un mélange de rock, electro, pop et punk. Elles ont un style ludique et DIY et encouragent le public à venir déguisé à leurs concerts. Leur nom est une référence à Transformers: Robots in Disguise et elles se surnomment parfois « Les Robottes » en français dans le texte. Elles sont produites par Chris Corner alias IAMX et ex-Sneaker Pimps, le « troisième robot du groupe » d'après Dee Plume. Elles sont basées entre Londres et Berlin. Le groupe est actuellement en hiatus alors que Sue Denim a sorti en 2012 un album solo.

## Parcours

### Formation etRobots in Disguise(2000 - 2004)
Plume (Delia Gaitskell) et Denim (Suzanne Powell) se sont croisées pour la première fois à un concert de Le Tigre et elles étaient toutes deux étudiantes à l'université de Liverpool. Dee Plume a passé quelques mois en France pour ses études de cinéma et de sociologie. Ses artistes français préférés sont Niki de Saint Phalle, Anna Karina, Brigitte Fontaine, Les Plastiscines et Pravda.
Elles ont alors enregistré et sorti un EP 8 titres Mix Up Words and Sounds (≈ « mélanger des mots et des sons »), sur le label Splinter.
Leur premier album éponyme est sorti en 2001 sur le label français Recall. Dee Plume a déclaré à ce sujet que « [La France] est le premier pays à avoir cru en nous alors qu'en Angleterre nous n'intéressions personne. » Le nom Robots in Disguise (≈ « Les robots déguisés ») renvoie au dessin animé japonais Transformers: Robots in Disguise. Le single issu de cet album s'intitule Boys (≈ « les garçons ») avec une jaquette montrant deux garçons en petite culotte, une référence à l'album Country Life de Roxy Music illustré par deux filles dans la même tenue.
En 2004 sort leur deuxième album Get RID (= « procurez-vous Robots in Disguise » ou par jeu de mots « débarrasse-t-en » de l'anglais rid) distribué par Recall et Ben Prime.

« En fait, c'est un jeu de mots sur nos initiales : R.I.D. comme Robots in Disguise. Donc, c'est une façon de dire « là, vous avez du Robots in Disguise ». [...dans un autre sens], on pourrait dire qu'on a effectivement cherché à se débarrasser de quelque nos inhibitions, par exemple... J'aime bien ce titre, et l'idée qu'il y ait des sens cachés »

— Dee Plume
La pochette présente leurs postérieurs dans des jeans moulants avec Robots marqué dessus. Les singles de l'album sont Turn it up (≈ « monte [le son] ») et The DJ's got a Gun (≈ « le DJ a un flingue »), tous deux des références aux dance floors. Un autre titre est La Nuit, chanté en français, et You Really Got Me (≈ « tu m'as bien eue »), une reprise de la chanson éponyme des Kinks.

### We're in the Music Biz(2006 - 2008)
Leur troisième album studio sort en 2008 et s'intitule We're in the Music Biz (≈ « on est dans le showbiz musical »). Enregistré par les deux chanteuses à Berlin, cette fois sur le label President.

« Nous [n'avons pas pensé chaque morceau comme un single potentiel] comme nous l'avions fait pour Get RID. Mais c'est clair qu'il y a beaucoup de hits potentiels sur ce disque. Le premier morceau, We're in the Music Biz, qui donne son nom à l'album, a été composé de façon très organique. Nous avons commencé à l'écrire un dimanche où nous étions particulièrement furieuses à la suite d'un concert annulé à cause d'une mauvaise organisation. Sur le coup, on ne pensait pas du tout qu'il allait sortir en single ! »

— Dee Plume
La pochette de l'album présente les deux filles seins nus sous une peinture corporelle de chemise blanche et cravate noire. Les autres singles de l'album sont The Sex Has Made Me Stupid (≈ « le sexe m'a rendue conne ») et The Tears (≈ « les larmes »). 
Par ailleurs, Sue et Dee ont fait plusieurs apparitions dans la série britannique The Mighty Boosh dans des rôles de gothiques ou d'artistes électro. Pour leur tournée 2008-2009, elles ont tourné avec la troupe du Mighty Boosh et ont participé au Mighty Boosh Festival le 5 juillet 2008 à la Hop Farm dans le Kent. Plume sortait à l'époque avec Noel Fielding, une relation qui s'est terminée en 2010.

### Wake up!etHappiness vs. Sadness(2009 - 2011)
Le groupe enregistrait leur quatrième album à Londres, mais a eu fin 2009 des problèmes d'argent pour le terminer. Elles ont alors demandé à leurs fans de verser une contribution via le site PledgeMusic. Le 3 mai 2010 sort Wake Up! (≈ « réveille-toi ! ») en partie financé et inspiré par la marque de cosmétique Barry M. Alors que les fans ont versé 138 % de la somme fixée, Happiness V Sadness (≈ « bonheur vs tristesse ») sort le 11 juillet 2011, une dizaine d'années après leur début.

### Sue Denim and the Unicorn(Sue Denim, 2012)
Indépendamment de Robots in Disguise, Sue Denim a fait un album solo en 2012 du nom de Sue Denim and the Unicorn (≈ « Sue Denim et la licorne ») sur son propre label, Superhealthy, et produit par David Wrench. Elle l'a enregistré à Bangor (pays de Galles) avec des morceaux sur lesquelles elle planchait depuis son séjour à Berlin en 2008. La musique se démarque de celle de RID comme étant « lo-fi et chaleureuse ». Néanmoins, elle n'exclut pas un Album 5 de RID dans l'avenir.

## Discographie
- 2000 : Mix Up Words and Sounds (EP édition limitée)

1. "Intro" – 0:23
2. "Postcards From" – 4:06
3. "Cycle Song" – 3:53
4. "Outdoors" – 3:58
5. "What Junior Band Did Next" – 4:17
6. "Hi-Fi" – 3:20
7. "Bed Scenes" – 3:02
8. "Transformer" – 4:09

- 2002 : Robots in Disguise

1. "Boys" – 5:06
2. "Postcards from..." – 4:06
3. "DIY" – 5:55
4. "Bed Scenes" – 3:51
5. "Argument" – 6:00
6. "Hi-Fi" – 3:20
7. "Mnemonic" – 3:47
8. "Transformer" – 4:10
9. "50 Minutes" – 4:21
10. "What Junior Band Did Next" – 4:18
11. "Outdoors" - 4:59
12. "Cycle Song" – 3:51

- 2004 : Get RID

1. "Girl" – 3:18
2. "She's a Colour Scientist" – 2:56
3. "Hot Gossip" – 3:51
4. "The DJ's Got a Gun" – 5:45
5. "Voodoo" – 3:38
6. "You Really Got Me" – 2:28
7. "Turn It Up" – 3:54
8. "Mirror rorriM" – 3:40
9. "La Nuit" – 4:03

- 2008 : We're in the Music Biz

1. "We're In the Music Biz" – 3:36
2. "Can't Stop Getting Wasted" – 2:31
3. "The Sex Has Made Me Stupid" – 3:10
4. "Animals" – 2:47
5. "The Tears" – 3:35
6. "I Don't Have a God" – 3:58
7. "I Live In Berlin" – 3:47
8. "I'm Hit" – 3:38
9. "Everybody's Going Crazy" – 3:12
10. "Don't Copy Me" – 3:30

- 2011 : Happiness vs. Sadness

1. "Chains" – 3:06
2. "Don't Go" – 3:52
3. "Happinness vs. Sadness" – 3:05
4. "Hey Watcha Say" – 3:52
5. "Lady and the Flies" – 3:16
6. "Let's Get Friendly" – 2:59
7. "Lies" – 2:33
8. "Sink in the Dirt" – 2:56
9. "Sorry" – 2:41
10. "I'm a Winner" – 3:22

### Sue Denim
- 2012 : Sue Denim and the Unicorn

1. "Bicycle" – 2:35
2. "Brewster McCloud" – 3:23
3. "I'm not an Island" – 3:25
4. "Hollow" – 2:45
5. "Superunicorn" – 1:41
6. "The Pleasures Garden" – 3:38
7. "For JT & Carson & Emli" – 3:41
8. "Pick me Up" – 2:23
9. "Walking into Walls" – 4:47
10. "The Plan" – 3:26

## Liens
- Site officiel
- Ressources relatives à la musique :   - Bandcamp
  - Discogs
  - MusicBrainz
  - Muziekweb
  - Rate Your Music
  - Shazam
  - Songkick
- Notices d'autorité :   - VIAF
  - ISNI
  - Tchéquie